# LZ121 Nordstern

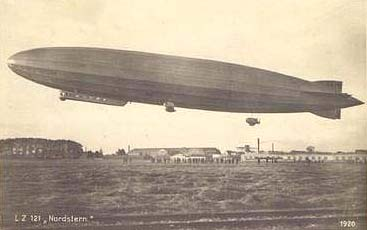
LZ121 Nordstern

De LZ121 Nordstern was het tweede luchtschip gebouwd na de Eerste Wereldoorlog. Het schip werd niet gebruikt in de diensten maar het schip werd direct na de afbouw vervoerd naar Frankrijk waar het dienstdeed als Méditerranée.